# Parter

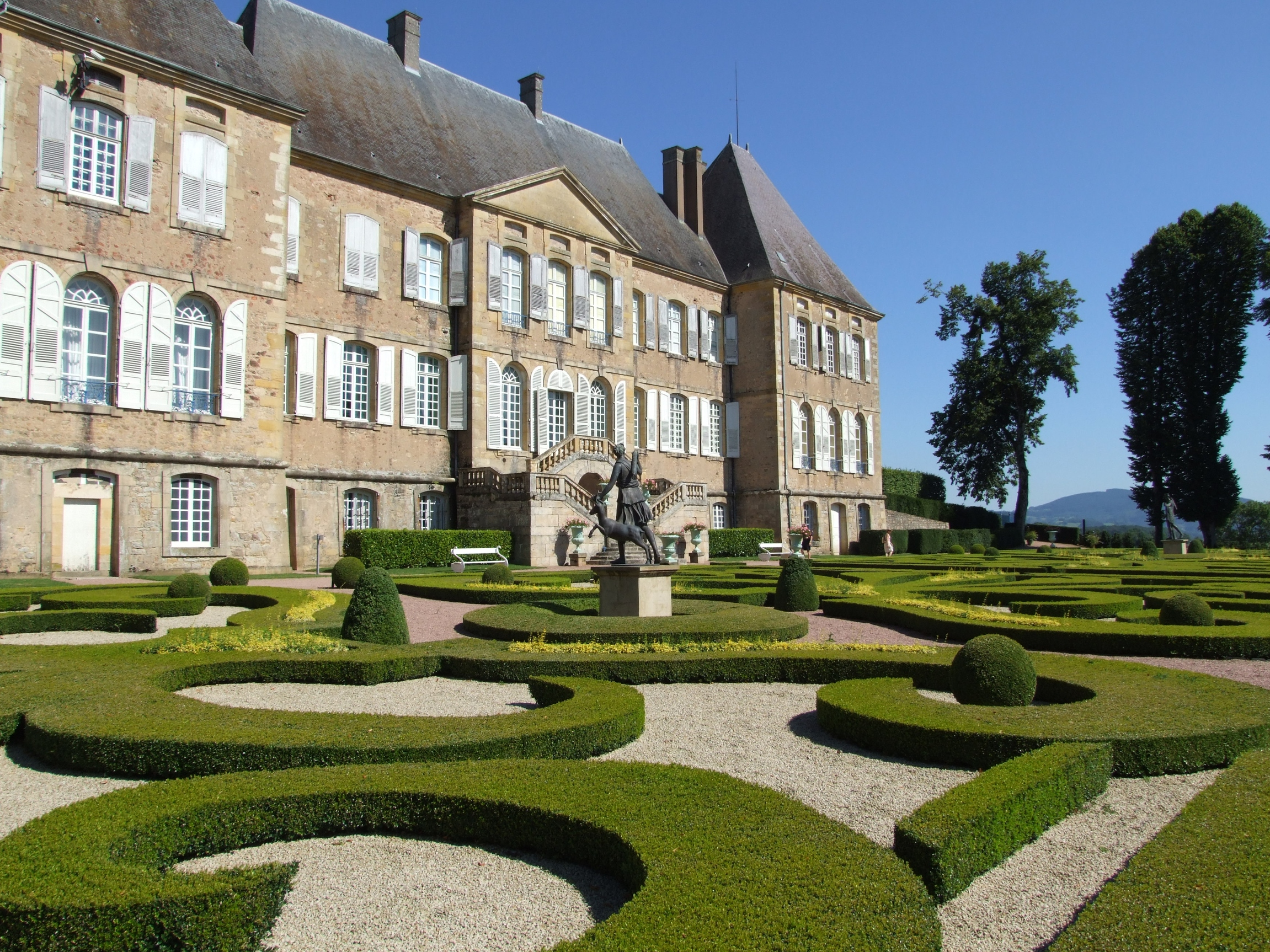
Ornamentální úprava zahradního parteru zámku v Drée, Burgundsko.

Parter (z fr. par terre, „na zemi“) je výraz používaný pro označení přízemní části budovy nebo zahrady v jejím okolí. Označuje se tak v sadovnické tvorbě část zahrady nebo parku v úrovni zahradního průčelí zámku či paláce, přízemní část hlediště v divadle, kinosále nebo v koncertní síni a v odborné literatuře také obecně přízemí budovy (nejen fasáda).
Parter ve sportovní terminologii je v řecko-římském zápase obranná pozice v kleku (podpor klečmo).

## Parter v zahradnictví
Zahradní parter je část parku či zahrady před průčelím budovy (často zámku nebo paláce), která může být členěna na pravidelné záhony, jejichž výsadba tvoří ornamentální obrazce. Tento estetický prvek počítá především s pohledem z výšky balkónů.
Obecně může být parter brán jako prostranství před budovou, které nemusí být vždy osázeno květinami. Parter lze upravit změnou okolního terénu, jak svahováním, tak i použitím opěrných zídek, vodních ploch, nebo vytvořením komunikací pro pěší i dopravní prostředky.
První partery se objevily už ve starověkém Římě, avšak největšího rozmachu parterů bylo dosaženo ve Francii 17. a 18. století, kdy byla jejich centrem často kašna a prostředí bylo dotvořeno obrazci z pravidelně sestříhaných buxusových keřů.

## Parter v architektuře

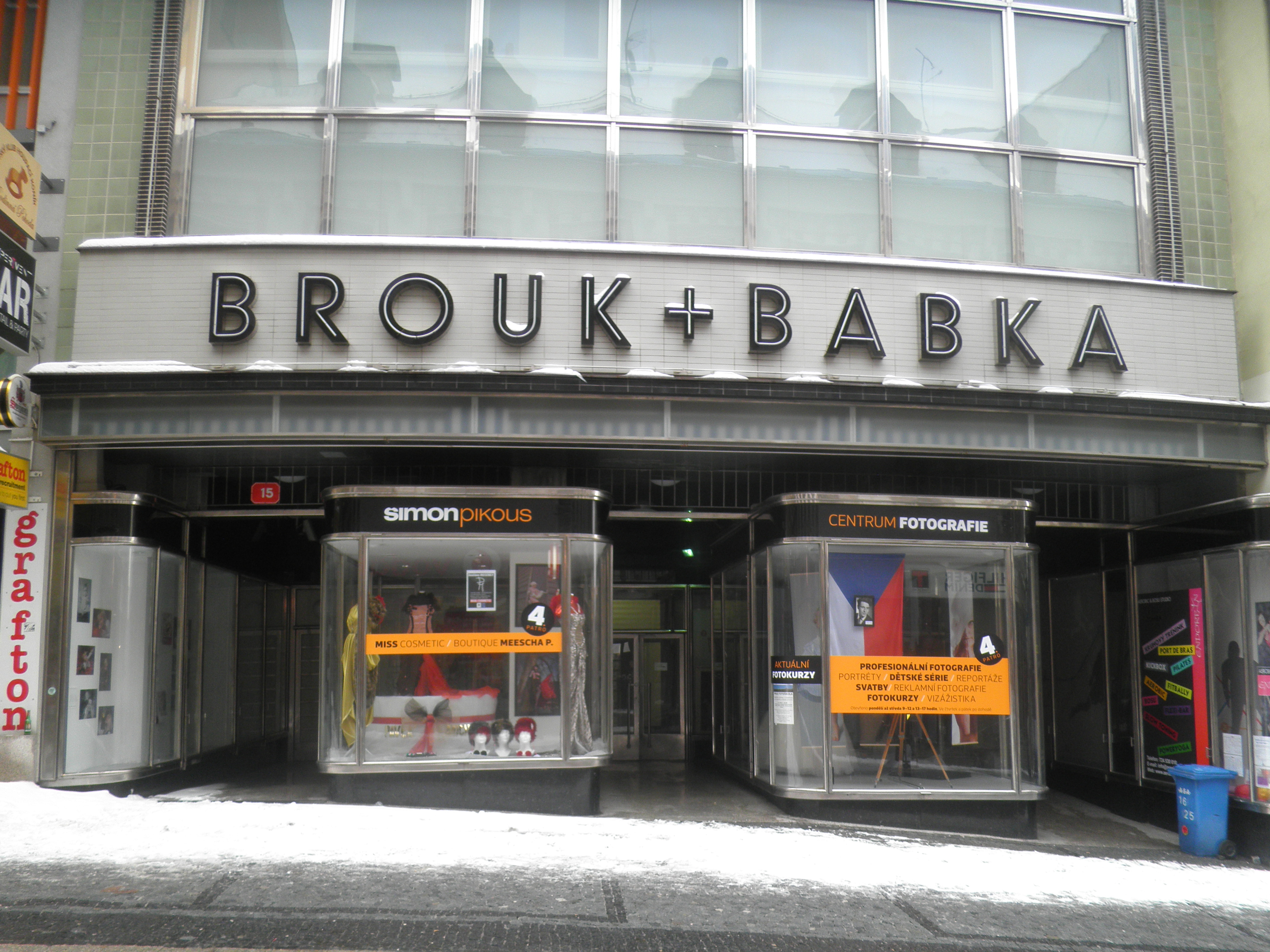
Funkcionalistický parter obchodního domu Brouk a Babka.

Parter ve smyslu přízemí stavby, zejména spodní části fasády s portály a výkladci obchodů může být v historických městech předmětem zvláštní památkové péče. Jako příklad jsou zde uvedeny zásady spojené s ochranou památek na území Prahy:
| „ | 3. Architektura parteru, reklamy Zachované původní obchodní portály a výkladce i hodnotné portály a výkladce z doby pozdější, než je poslední úprava fasády, musejí být v maximální technicky a provozně reálné míře zachovány. Zvláště cenné a přísně chráněné jsou komplexy zachovaného uličního parteru (např. ulice V Kolkovně a Vězeňská na Starém Městě). Rozlamování kompaktních front historického uličního parteru novotvary je nepřípustné. V případě nových obchodních portálů a výkladců je vyžadována vysoká úroveň designérského a materiálového provedení. V případě silně poškozených děl architektury parterů je žádoucí vytvářet přesné kopie těchto děl; přibližné repliky jsou nevhodné. Obnova historických portálů a výkladců na místě, kde již neexistují, a pokud jsou náležitě zdokumentovány, je považována za vysoce žádoucí. Reklama na území PPR nesmí přehlušit estetické vjemy z památkově chráněného území. Její jednotlivé typy jsou silně omezeny a řídí se specifickými regulačními pravidly. Tato pravidla jsou specifikována ve Vyhlášce hl. m. Prahy O obecných technických požadavcích na výstavbu v hlavním městě Praze z roku 1999. | “ |